# Fours à chaux d’Échoisy

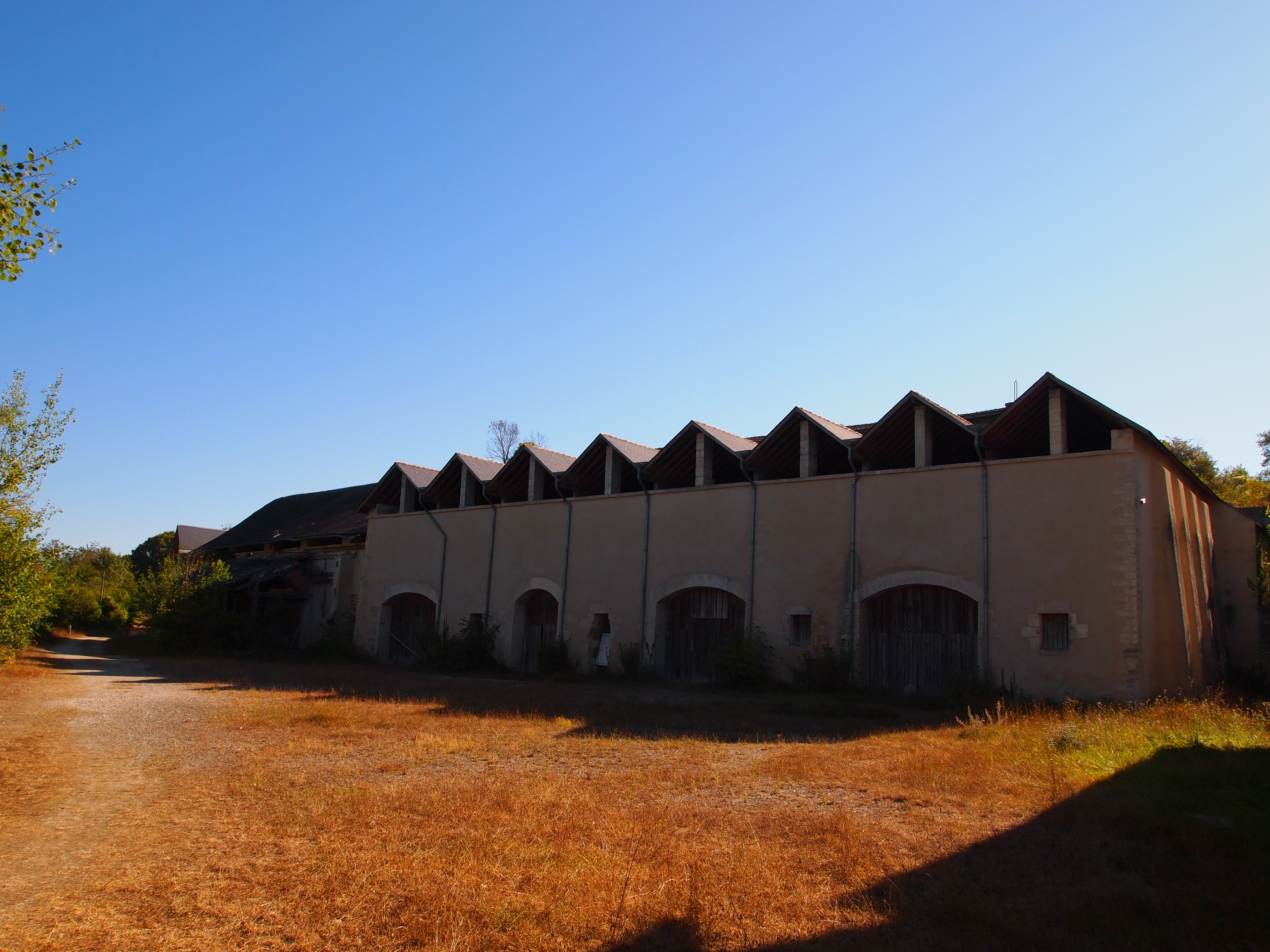
Fours à chaux d’Échoisy, 2012

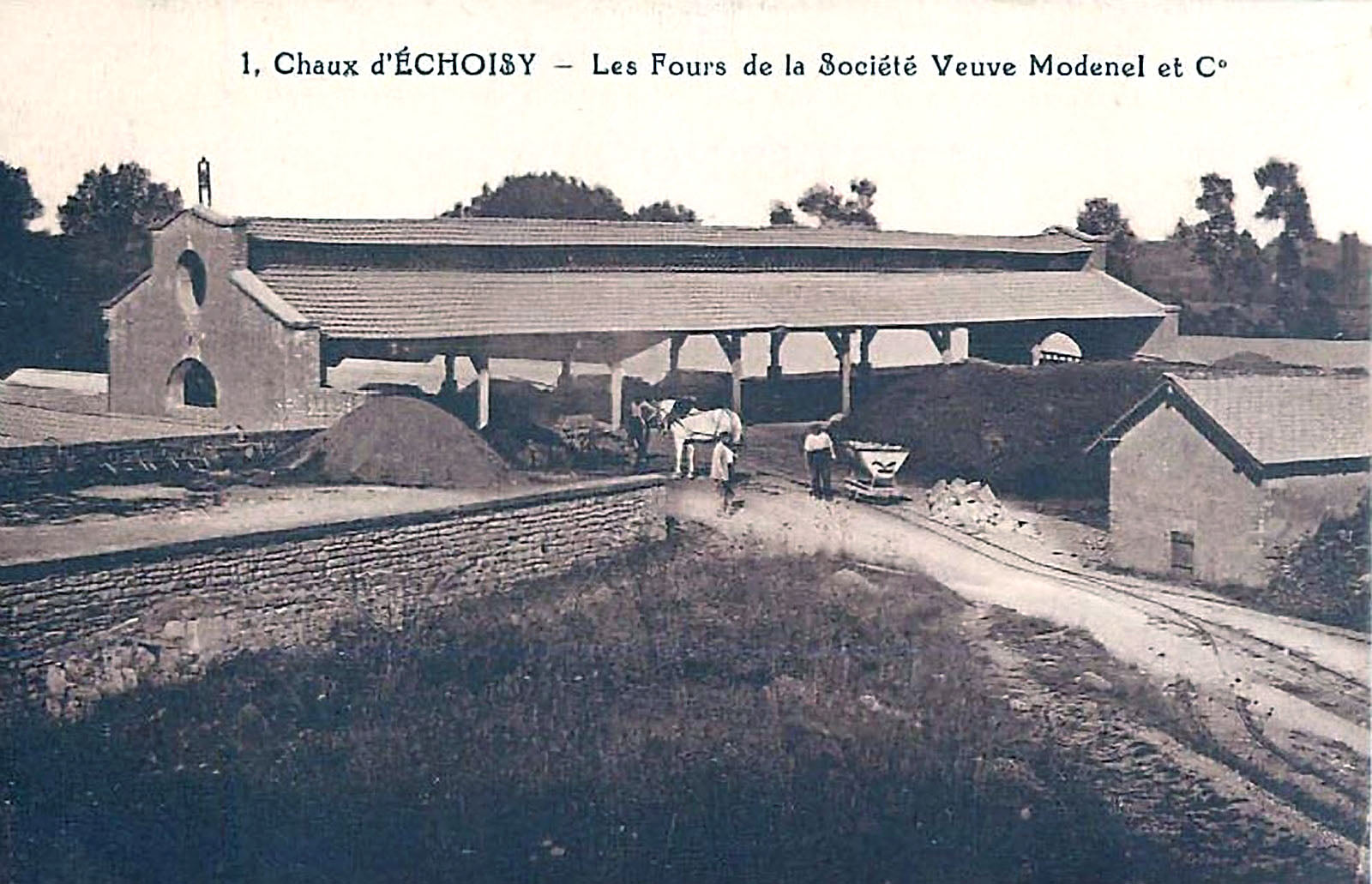
Hölzerner Schuppen und Decauville-Bahn

Die Fours à chaux d’Échoisy sind die Kalköfen für Kalk- und hydraulischen Zement bei Échoisy in der Gemeinde Cellettes im westfranzösischen Département Charente in der Region Nouvelle-Aquitaine.

## Geschichte
Die Zementfabrik wurde um 1850 für die Firma Modenel et C° gebaut, die sie bis 1956 betrieb. Der Kalk von Echoisy genoss einen ausgezeichneten Ruf, und während des Ersten Weltkriegs häuften sich die Aufträge der Marine.
Es gab vier Kurzflamm- und Dauerbrandöfen für hydraulischen Kalk sowie zwei Öfen für gebrannten Kalk. Außerdem gab es die Brecherhalle, einen Schuppen, die Büros und ein Bahnbetriebsgebäude. Die Kohle und der Kalk wurden mit einer werkseigenen Decauville-Bahn zu den Brechern in der Halle bei den Öfen transportiert. Die in Privatbesitz befindlichen Gebäude sind seit 1996 als Monument historique denkmalgeschützt.
Das Werk hatte einen eigenen Bahnhof an der von 1913 bis 1946 durch die Chemins de Fer Economiques des Charentes betriebenen Meterspurbahn von Luxé nach Saint-Angeau.